# CINEMATEK
Ne doit pas être confondu avec LaCinetek.
Une proposition de fusion est en cours entre Cinémathèque royale de Belgique et CINEMATEK.
CINEMATEK (avant 2009 connu comme le Musée du cinéma) est situé rue Baron Horta 9, dans l’enceinte du Palais des Beaux-Arts de Bruxelles. Émanation de la fondation privée Cinémathèque royale de Belgique, qui en 1997 était la cinémathèque la plus importante d'Europe, il a pour vocation de lui servir de vitrine et de permettre l’accès de ses collections au public. Le musée a été créé en 1962 par Jacques Ledoux, Constantin Brodzki et Corneille Hannoset. Depuis sa réouverture, après transformation, en février 2009, sa nouvelle enseigne est CINEMATEK.
| ___ | Ce site est desservi par la station de métro : Gare Centrale. |

## Préhistoire du Musée du cinéma
Fin des années 1920, André Thirifays, homme de gauche, rencontre une petite coopérative bruxelloise qui distribue les films de l'avant-garde soviétique : Le Cuirassé Potemkine, La Mère, Arsenal, ... L'entreprise s'ensable mais c'est à partir de cette maison de distribution que Thirifays a l'idée en 1931 de créer un ciné-club : le Club de l'Écran. Il cherche un président. Son premier choix, l'écrivain Charles Plisnier, refuse. Son deuxième choix, le cinéaste Henri Storck se trouve à Paris où il assiste Jean Grémillon. Finalement, Pierre Vermeylen, ex-président des Étudiants marxistes de l'ULB, avocat et futur président de la Cinémathèque, acceptera. Le duo commence par organiser des petites séances le dimanche matin, puis le soir dans deux cinémas exploités par Boris Balachoff (père de Dimitri Balachoff) : le Casino (Chaussée de Louvain) et le Carrefour (Place Madou), selon les disponibilités des salles. En 1934, le Club de l'Écran s'installe au palais des beaux-arts de Bruxelles où avait eu lieu quelques années plus tôt le Deuxième Congrès international du cinéma indépendant (c'est à cette occasion que s'étaient rencontrés Storck, Joris Ivens et Jean Vigo.)
Enthousiasmé par la création de la Cinémathèque française, André Thirifays a l'idée de créer un organisme central qui centraliserait la conservation des films, une cinémathèque. Il en fait part à Henri Storck qui, de retour en Belgique, avait rejoint le Club de l'Écran et surtout à Pierre Vermeylen parce qu'il pouvait conseiller juridiquement, rédiger des statuts, etc. Jusqu'à la fin de la Seconde Guerre mondiale, la cinémathèque n'a eu qu'une existence virtuelle (Vermeylen était à Londres et Thirifays, tuberculeux, alité.)
Fin 1944, Le Club de l'Écran est dissous et se mue en la section cinématographique du Séminaire des Arts pour devenir L'Écran du Séminaire des Arts. À la même époque, Storck conseille à Thirifays d'engager Jacques Ledoux, étudiant « bénévole et travailleur » qui devient le directeur effectif de L'Écran du Séminaire des Arts. C'est lui qui commande à des plasticiens renommés (Corneille Hannoset, Serge Creuz, René Magritte, Paul Delvaux) les Cartons de l'Écran, invitations illustrées aux séances. René Micha, Dimitri Balachoff et Henri d'Ursel y introduisent les films programmés par la Cinémathèque devenue Cinémathèque royale en 1962.

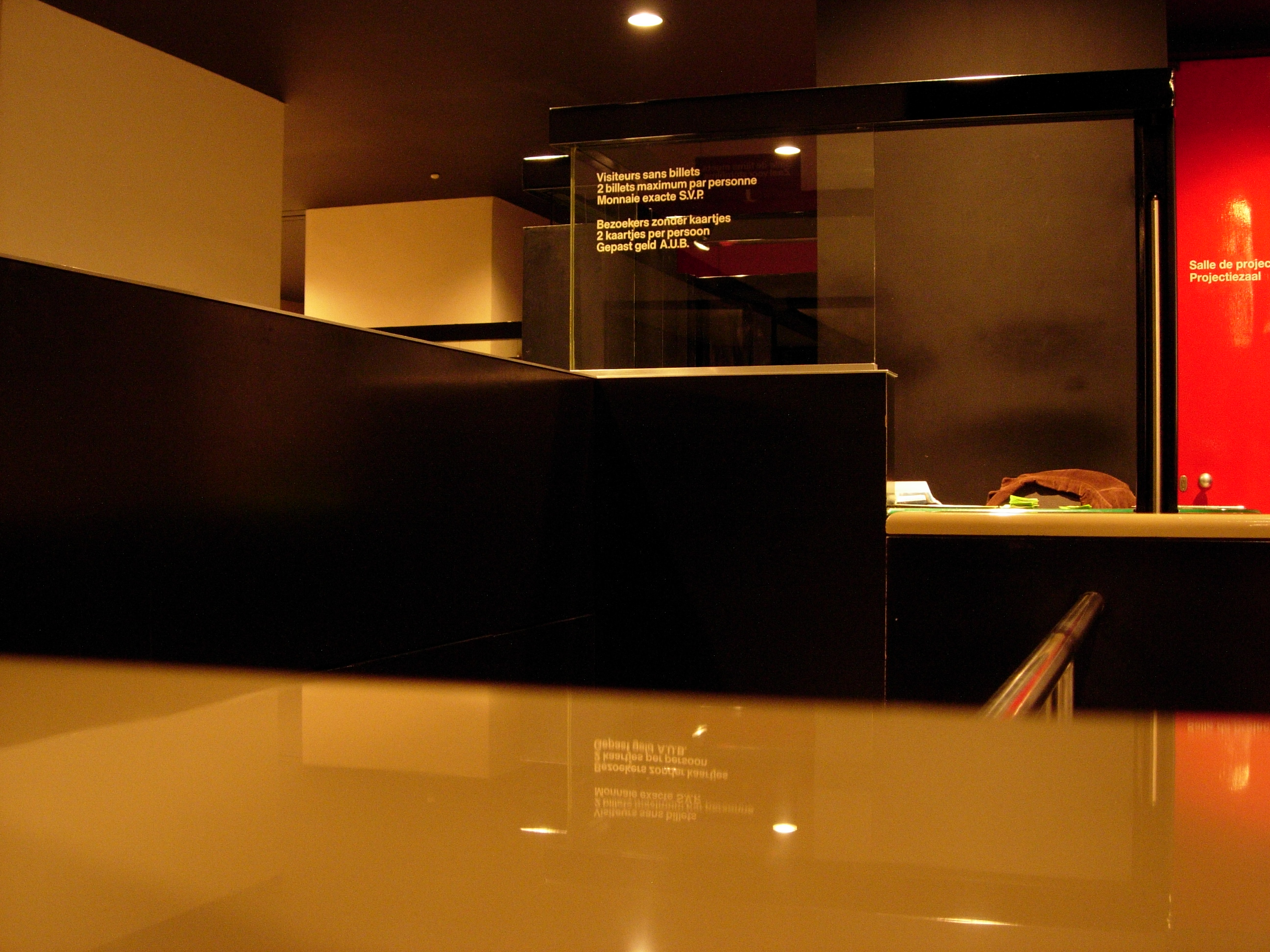
Entrée de la salle de projection des films sonores, architecture de Constantin Brodzki, en collaboration avec le plasticien Corneille Hannoset.

## 1962-2006
En 1962, Jacques Ledoux crée avec l'architecte Constantin Brodzki et le plasticien et designer Corneille Hannoset (proche du mouvement artistique CoBrA), un Musée du cinéma (devançant, ainsi, Henri Langlois) où tout porte sa marque de perfectionniste. L'unité stylistique, du graphisme du programme jusqu'aux portes en passant par les sièges ou le distributeur d'eau, est harmonieuse. 
En 1983, Ledoux consacre une seconde salle à la projection des films muets avec accompagnement au piano comme cela se faisait souvent à l'époque dans les salles de quartier (les projections plus prestigieuses bénéficiaient d'un orchestre respectant une partition ou des indications précises), voulant, ainsi, insister sur l'importance de ce type cinéma pour la formation du goût du public. À sa destruction en juillet 2006, cette salle de cinéma était la dernière au monde à ne pas être équipée de son. 
Le musée du cinéma a reçu le prix Coq de la Communauté française de Belgique de l'exploitation en 1989. Des cours et séminaires dirigés par des personnalités comme Dominique Païni, Bernard Eisenschitz, Serge Toubiana, Nicole Brenez furent organisés au musée du cinéma par la Cinémathèque.

## 2006-2008
De fin septembre 2006 à fin décembre 2008, pendant les travaux de transformation du musée, deux projections par jour (18h15 et 20h15) seulement furent organisées par la Cinémathèque royale de Belgique à l'ancienne salle de conférence (datant de la fin des années 1950) du Shell building de la multinationale Shell.

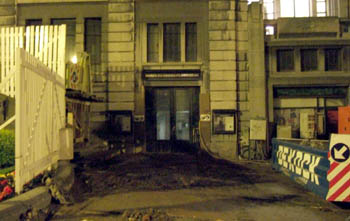
Musée du cinéma en travaux, en juillet 2007.
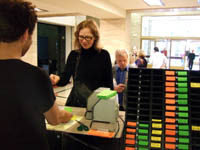
Entrée de la salle provisoire du Musée du cinéma (au Shell building.)
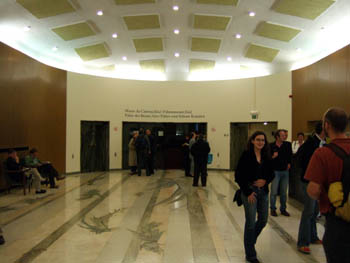
Hall de la salle provisoire (au Shell building.)
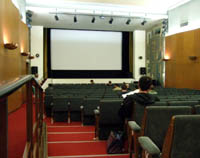
Salle de cinéma provisoire (au Shell building.)

## 2009
Comme l'entièreté du palais des beaux-arts, l'espace qui abritait le musée du cinéma (ancienne salle consacrée aux arts décoratifs) a été vidé et restauré dans le style Victor Horta tardif (art déco). L'architecte Barbara Van der Wee (spécialiste d'Horta) a coordonné la restauration du bâtiment. Le bureau gantois Robberecht & Daem en a conçu la nouvelle architecture (deux salles de projection ont été creusées en sous-sol) ainsi que la nouvelle scénographie de la cinémathèque. « Ce ne sera nullement une transformation cosmétique », s'était réjouie la conservatrice Gabrielle Claes. « La dernière rénovation datait d'il y a dix ans, mais toutes ces rénovations intervenues depuis 40 ans étaient minimes ».
Comme avant les travaux, le nouvel espace d'exposition propose une collection d’objets et de découvertes qui représente autant d’étapes qui ont abouti à l’invention du cinéma : depuis les ombres chinoises jusqu'à Thomas Edison et aux frères Lumière, en passant par le phénakistiscope de Joseph Plateau. Comme dans l'ancien musée, la plupart des vitrines disposent d’un mécanisme permettant d’actionner l’appareil exposé pour mieux en appréhender le fonctionnement. Des consoles interactives permettent de visionner des courts et moyens métrages. Une petite salle de projection en vidéo a diffusé des images complémentaires aux programmes de projection : portraits de cinéastes, making of, bandes-annonces, publicités, courts métrages. Elle a été fermée fin décembre 2010. Enfin, provenant des archives et de la bibliothèque de la cinémathèque, de la documentation (livres et magazines), quelques coupures de presse belge et des photos de films se consultent sur place.
Le musée du cinéma dispose de deux nouvelles salles (la salle Ledoux de 117 places et la petite salle Plateau de 29 places) où sont projetés une quarantaine de films par semaine. Les films muets sont accompagnés au piano de manière improvisée, le son des versions restaurées étant coupé. La grande majorité des œuvres projetées proviennent des collections de la Cinémathèque.
La programmation est établie suivant des thèmes et rétrospectives pouvant représenter soit l’œuvre d’un auteur ou acteur, un genre cinématographique, ou une sélection proposée par une personnalité du septième art. De nombreux rendez-vous sont proposés aux différents publics : cinéma pour enfants (les mercredis et dimanches), cinéma belge, documentaires, B à Z (cinéma Bis programmé et présenté en français par le cinéaste Bruno Forzani), Pièces de collection, films d'animation, etc.
La cinémathèque participe et collabore par sa programmation à de nombreux événements et institutions culturels extérieurs, tels Europalia, le Goethe-Institut, le festival reflétant la diversité des écritures documentaires Filmer à tout prix, le Festival international du film fantastique de Bruxelles, Ars musica, Offscreen et d’autres.

## Direction de l'institution
Le 16 juin 2011, Wouter Hessels est désigné nouveau directeur et Nicola Mazzanti vice-directeur pour succéder à Gabrielle Claes par le Conseil d'Administration de la Cinémathèque royale de Belgique (dont l'économiste Éric De Keuleneer est président et le réalisateur flamand Stijn Coninx vice-président). Hessels a pris ses fonctions le premier octobre pour un mandat de six ans. Deux mois plus tard, il démissionne . Le 15 décembre 2011, Nicola Mazzanti est désigné conservateur par le Conseil d’Administration de la Cinémathèque royale. Après plusieurs années à la cinémathèque de Bologne, il a été responsable des collections de la Cinémathèque royale . En 2012, il a dirigé une étude sur le numérique pour la Commission européenne. Au fil des années, l'Italien a accumulé les problèmes, n'a pas redoré le blason de l'institution et finalement est remplacé le 12 mars 2020 par le producteur flamand Tomas Leyers. Ce choix du Conseil d'Administration est controversé car, alors que l'institution est en crise et ses inestimables collections menacées, le nouveau conservateur n'a aucune expérience en matière d'archivage. Il est bio-ingénieur forestier de formation. Pourtant d'autres candidats correspondaient mieux au profil recherché. Le Conseil d’Administration a préféré nommer l’un de ses membres.

## L’Âge d’OretCinédécouvertes
Le prix de l’Âge d’Or, hommage au célèbre film de Luis Buñuel, est décerné de 1955 jusqu'en 2015 à l’auteur d’un film qui « par l’originalité, la singularité de son propos et de son écriture, s’écarte délibérément des conformismes cinématographiques. »
De 1977 à 2012 a eu lieu la compétition du prix Cinédécouvertes offrant une aide à la diffusion à des œuvres parmi une sélection de films présentés en compétition officielle ou parallèle à Cannes, Berlin ou Rotterdam et sans distribution en Belgique.
De 1986 à 2012, le prix de L'Âge d'Or était choisi dans la sélection Cinédécouvertes, ce qui excluait donc la plupart des films. En 2014, un Festival L'Âge d'Or, se prétendant dans la tradition de EXPRMNTL, a lieu début octobre, tandis que les Cinédécouvertes sont suspendues sine die.

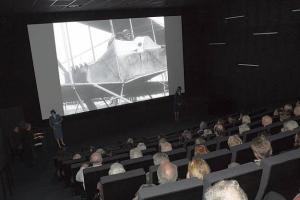
Projection en reproduction numérique, dans la salle Ledoux du musée transformé en 2009.

## Citation
« Animée d’une curiosité cinématographique insatiable, je fréquentais assidûment la Cinémathèque de Bruxelles, le Musée du cinéma, un endroit fabuleux, créé en 1962 par le regretté Jacques Ledoux, où l’on pouvait découvrir toutes les formes de cinéma, du plus populaire au plus cultureux. »

— par Monica Swinn, actrice belge de cinéma underground et de cinéma bis

## Le Musée du cinéma de Bruxelles au cinéma
- The end (1982) de Richard Olivier. Court métrage de douze minutes. Évocation de l'époque révolue des cinémas de quartier, en partie consacré à l'un des derniers exploitants en activité, Pierre Gueulette, homme à tout faire du Movy Club à Forest, suivi par un entretien avec Jacques Ledoux au Musée du cinéma.
- Histoire de ma vie racontée par mes photographies (2001) de Boris Lehman

## Le Musée du cinéma de Bruxelles à la télévision
- L'œil écoute : Le musée du cinéma à Bruxelles, 7 septembre 1962, du journaliste Jacques Goossens et du réalisateur Joseph Benedek, RTB, 9 minutes
- Archipels nitrate (2009) de Claudio Pazienza, Arte Belgique, 62 minutes